# Frans Michel Penning
Frans Michel Penning (ur. 12 grudnia 1894 w Gorinchem, zm. 6 grudnia 1953 w Utrechcie) – holenderski fizyk.

## Życiorys
Penning studiował fizykę i matematykę na Uniwersytecie w Lejdzie, który ukończył w 1923. W czasie studiów pracował z Onnesem nad termodynamiką gazów w niskich temperaturach.
Po studiach podjął pracę dla firmy Philips w Philips Natuurkundig Laboratorium w Eindhoven. W laboratorium tym od 1914 prowadzono prace nad wyładowaniami elektrycznymi w gazach. Penning włączył się w te badania. Jego wnioski na temat prędkości elektronów były sprzeczne z badaniami Langmuira. W bezpośredniej rozmowie Penning przekonał Langmuira o poprawności swoich wniosków.
Wkrótce Penning podjął badania nad uwalnianiem elektronów z powierzchni metali przez jony i metastabilne atomy. Prace te wiodły do podwyższenia napięcia wyładowania w gazach obojętnych zawierających domieszkę gazów łatwo ulegających jonizacji oraz na wygaszania wyładowań w mieszaninach neonowo-argonowych. 

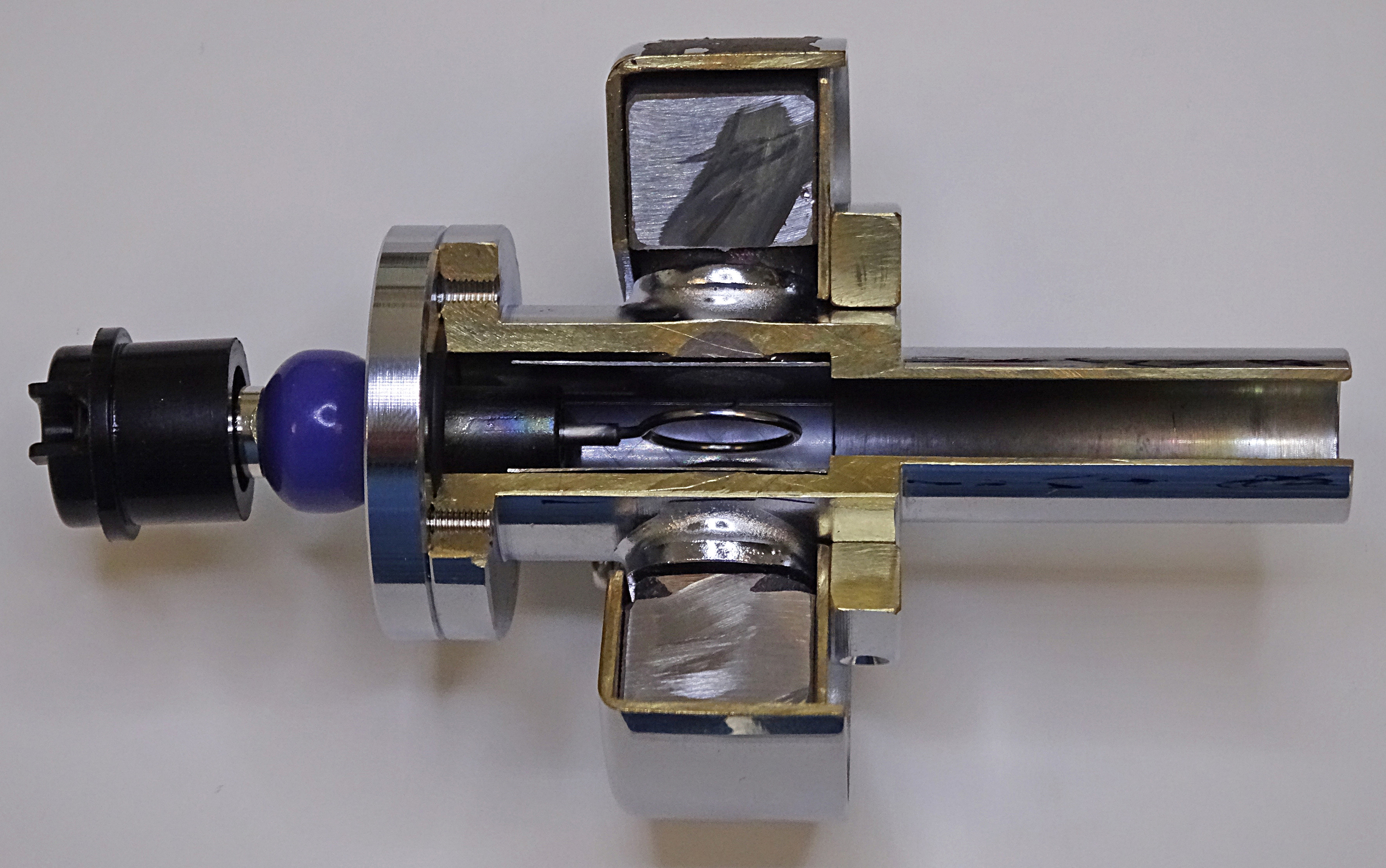
próżniomierz Penninga (otwarty)

Do jego najważniejszych dokonań zaliczyć można badania nad wyładowaniami w polu magnetycznym, co prowadziło do skonstruowania próżniomierza jarzeniowego. Dokładne pomiary wyładowań Townsenda, wykonane przez Penninga i jego współpracowników, doprowadziły do odkrycia, że elektrony mogą być uwalniane z metalu przez padające światło. 
Do 1935 roku Penning opublikował 47 artykułów.
W 1939 Penning wraz z M.J. Druyvesteynem przesłał wyniki swoich badań oraz wynikające z nich wnioski do Reviews of Modern Physics. Zostały one opublikowane w 1940, lecz z powodu wojny wydanie to nie dotarło do Holandii. W czasie wojny Penning nadal pracował dla Philipsa. Po wojnie zajął się badaniami na spadkiem napięcia na katodzie w czasie wyładowań w gazach. 
W 1950 został zaproszony do USA, aby zapoznał się z badaniami zainspirowanymi jego artykułem w Reviews of Modern Physics.
Zdrowie Penninga pogarszało się i zmarł w 1953 w czasie rekonwalescencji po operacji.